# Ceracis thoracicornis
Ceracis thoracicornis är en skalbaggsart som först beskrevs av Ziegler 1845.  Ceracis thoracicornis ingår i släktet Ceracis och familjen trädsvampborrare. Inga underarter finns listade i Catalogue of Life.